# Georges Specht
Pour les articles homonymes, voir Specht.

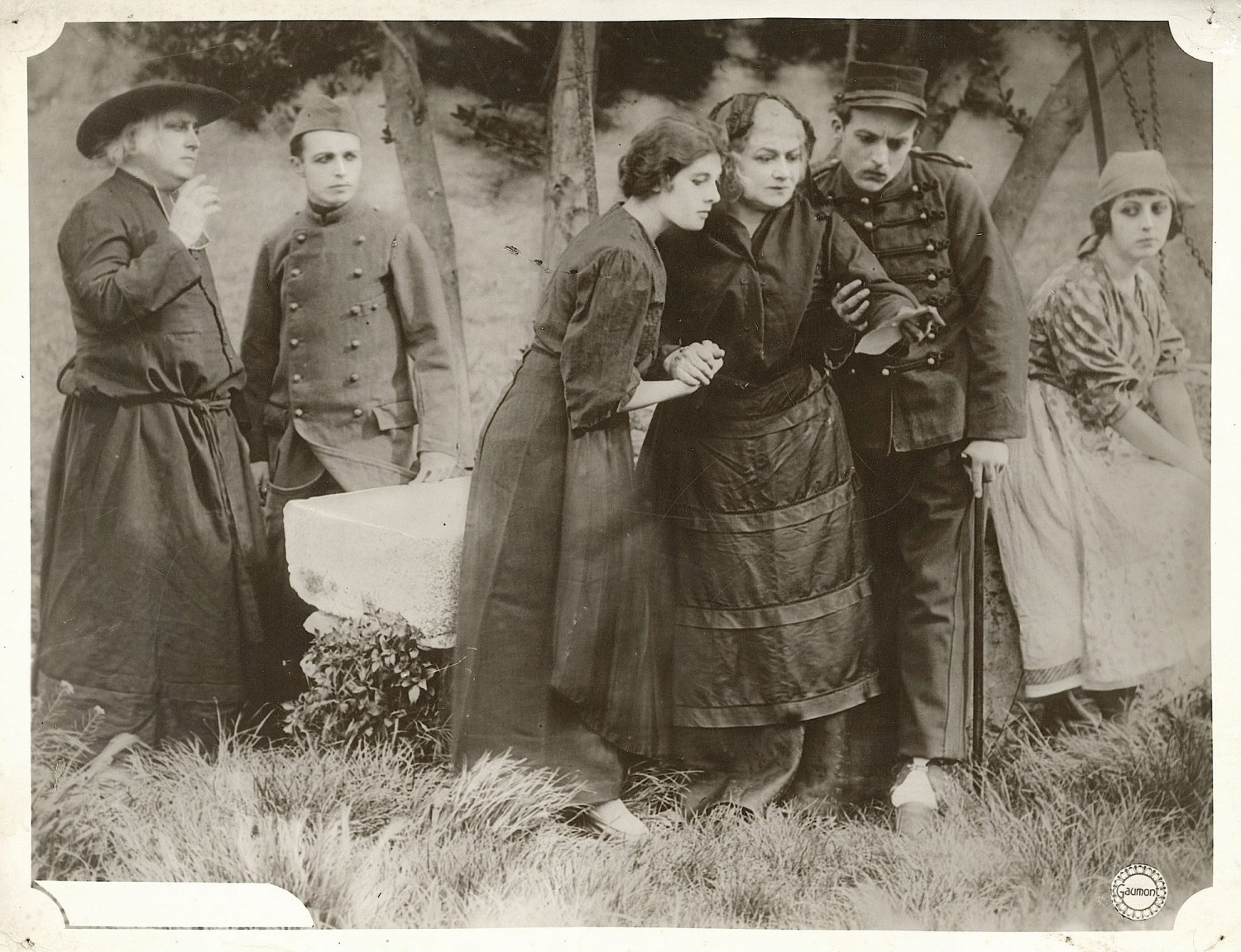
Scène de L'Autre devoir (1915)

Georges Specht, né Georges Auguste Bonjour le 4 juillet 1883 à Bourges (Cher) et mort le 9 décembre 1971 à Montfermeil (Seine-Saint-Denis), est un directeur de la photographie français.

## Biographie
Fils naturel d'Annette Bonjour, il est reconnu quelques années plus tard par son père, Jean Georges Specht, qui lui transmet alors son patronyme. Passionné par la photographie et venu à Paris en 1905, Georges Specht y débute alors comme photographe professionnel, avant d'intégrer dès l'année suivante (1906) la compagnie Gaumont. Il y devient le chef opérateur attitré de Léonce Perret, contribuant ainsi à de très nombreux films — principalement des courts métrages — réalisés (et souvent joués) par ce dernier, sortis entre 1910 et 1917, dont Molière (1910) et Le Roi de la montagne (1916).
Parmi les autres réalisateurs avec lesquels il collabore, mentionnons Jacques Feyder (L'Atlantide en 1921), Marcel L'Herbier (trois films, dont L'Inhumaine en 1924) et Abel Gance (le court métrage Au secours ! en 1924) qui interprète Molière jeune dans le film éponyme précité de 1910. 
Son dernier film de fiction est La Brière (1925). Le réalisateur est Léon Poirier qu'il suit sur les expéditions automobiles de la croisière noire (1924-1925) puis de la croisière jaune (1931-1932). Il en résulte deux documentaires également réalisés par Poirier, dont il est directeur de la photographie, La Croisière noire (1926) et La Croisière jaune (réalisation commencée par André Sauvage, 1934), sa dernière contribution comme chef opérateur.
Vingt ans plus tard, Georges Specht revient une troisième fois au documentaire comme cadreur du court métrage Les Deux Visages du Sahara de Jean Lehérissey, sorti en 1954. 

## Décoration
- Officier de l'ordre de l'Étoile noire (1954)[3]

## Filmographie partielle
(directeur de la photographie, sauf mention contraire)

### Réalisations de Léonce Perret
- 1910 : Molière
- 1910 : La Sacrifiée
- 1910 : Lorsque l'enfant paraît
- 1911 : L'Amour qui tue
- 1911 : Le Lys brisé
- 1911 : Eugène amoureux
- 1911 : Les Béquilles
- 1911 : L'Étendard
- 1912 : Le Mariage de Suzie
- 1912 : L'Express matrimonial
- 1912 : Nanine, femme d'artiste
- 1912 : La Fille du margrave (coréalisé par Louis Feuillade)
- 1912 : Le Mystère des roches de Kador
- 1912 : La Rançon du bonheur
- 1913 : Léonce veut divorcer
- 1913 : L'Ange de la maison
- 1913 : Léonce aime les morilles
- 1913 : La Force de l'argent
- 1913 : Léonce fait du reportage
- 1913 : Le Homard
- 1913 : Léonce et sa tante
- 1913 : Les Fiancés de l'air
- 1913 : Léonce cinématographiste
- 1913 : La Dentellière
- 1913 : Léonce à la campagne
- 1913 : Un nuage passe
- 1913 : Léonce au château d'If
- 1913 : Le Collier de Nini Pinson
- 1914 : La Voix de la patrie
- 1914 : Léonce aux bains de mer
- 1914 : Son Excellence
- 1914 : Mort au champ d'honneur
- 1915 : Françaises, veillez !
- 1915 : Aimer, pleurer, mourir
- 1915 : Léonce jardinier
- 1915 : Une page de gloire
- 1915 : Léonce et le Bain du préfet
- 1915 : Le Héros de l'Yser
- 1915 : Leur kultur
- 1915 : L'Énigme de la Riviera
- 1915 : L'Autre Devoir
- 1915 : Léonce flûtiste
- 1915 : L'Heure du rêve
- 1915 : Léonce papa
- 1916 : Printemps du cœur
- 1916 : La Belle aux cheveux d'or
- 1916 : Dernier Amour
- 1916 : Léonce poète
- 1916 : Notre pauvre cœur (coréalisé par Louis Feuillade)
- 1916 : Marraines de France
- 1916 : L'X noir
- 1916 : Qui ?
- 1916 : Les Bobines d'or
- 1916 : Le Retour du passé
- 1916 : La Fiancée du diable
- 1916 : Les Armes de la femme
- 1916 : Léonce en vacances
- 1916 : L'Empreinte du passé
- 1916 : Je le suis
- 1916 : Les Poilus de la revanche
- 1916 : L'Angélus de la victoire
- 1916 : Les Deux Mille Blondes du Père Dubreuil
- 1916 : Le Gardian de Camargue
- 1916 : Le Roi de la montagne
- 1916 : Léonce s'émancipe
- 1916 : Les Mystères de l'ombre
- 1917 : L'Esclave de Phidias (coréalisé par Louis Feuillade)
- 1917 : Le Devoir

### Autres réalisateurs
- 1918 : Les Bleus de l'amour d'Henri Desfontaines
- 1919 : Sa gosse d'Henri Desfontaines
- 1920 : Le Penseur de Léon Poirier

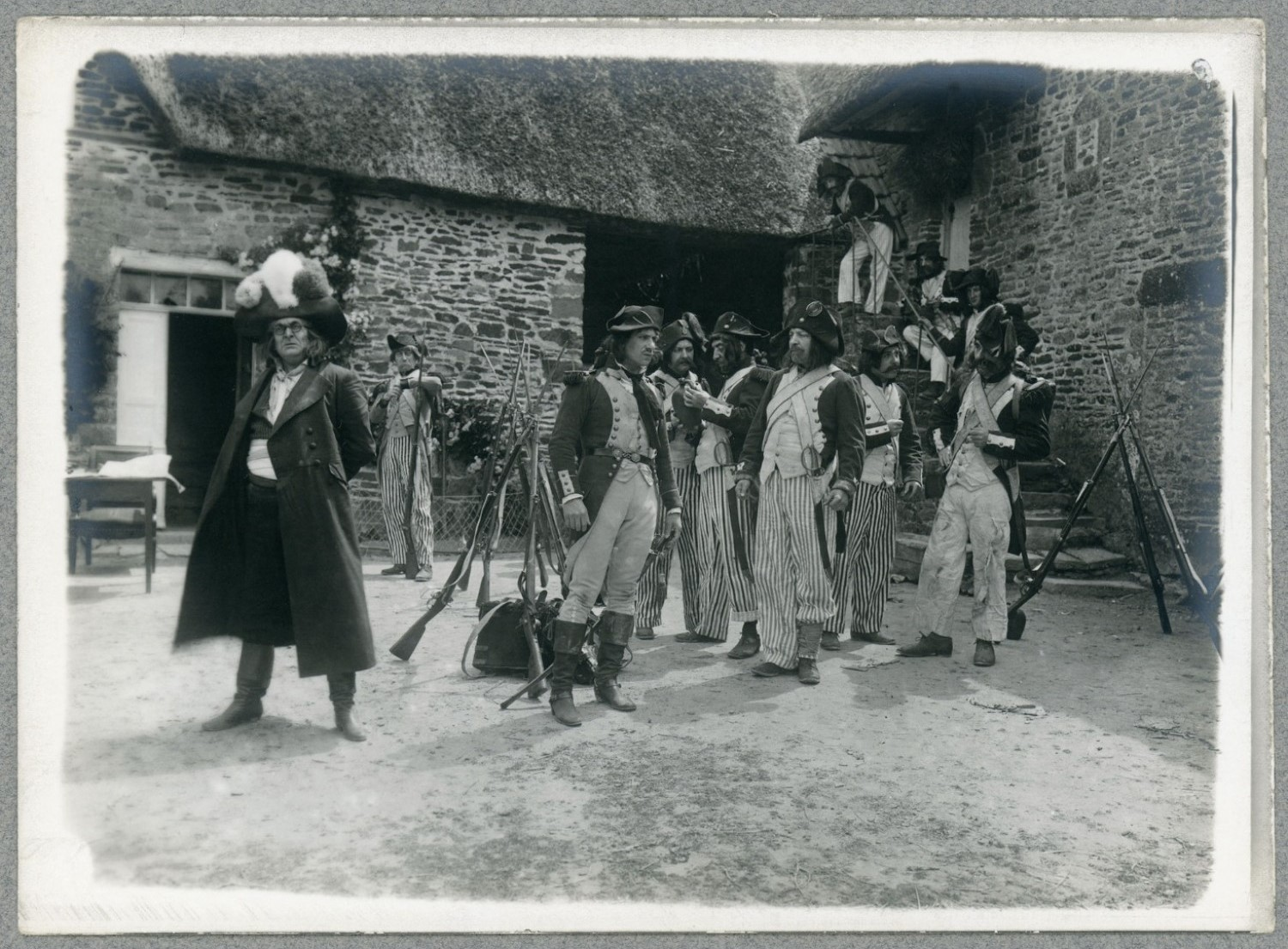
Quatre-vingt-treize (1920), avec Henry Krauss (à g.) et Paul Capellani (au centre)

- 1920 : Quatre-vingt-treize d'André et Léonard Antoine et Albert Capellani
- 1920 : Autour du mystère
- 1921 : El Dorado de Marcel L'Herbier
- 1921 : L'Atlantide de Jacques Feyder
- 1923 : L'Évasion de Georges Champavert
- 1923 : Résurrection de Marcel L'Herbier
- 1924 : Au secours ! d'Abel Gance
- 1924 : La Galerie des monstres de Jaque Catelain
- 1924 : L'Inhumaine de Marcel L'Herbier
- 1925 : La Brière de Léon Poirier
- 1926 : La Croisière noire de Léon Poirier (documentaire)
- 1934 : La Croisière jaune d'André Sauvage puis Léon Poirier (documentaire)
- 1954 : Les Deux Visages du Sahara de Jean Lehérissey (court métrage documentaire : cadreur)